# Kvalspelet till världsmästerskapet i fotboll 1994 (Conmebol)
Kvalspelet till världsmästerskapet i fotboll 1994 (CONMEBOL) var de kvalomgångar som avgjorde vilka tre eller fyra sydamerikanska landslag som kvalade in till VM 1994 i USA. Kvalsspelet bestod av totalt nio lag från Sydamerikanska fotbollsfederationen, och spelades under perioden 18 juli-19 september 1993.
Lagen delades in i två grupper om fyra respektive fem lag. Tre lag blev direktkvalificerade till VM: ettan ur grupp 1 (Colombia), samt ettan och tvåan ur grupp 2 (Brasilien och Bolivia). Tvåan ur grupp 1 (Argentina) fick spela ett interkontinentalt kvalspel.

## Grupp 1
| Nr | Lag       | S | V | O | F | GM | IM | MS  | P  |
| -- | --------- | - | - | - | - | -- | -- | --- | -- |
| 1  | Colombia  | 6 | 4 | 2 | 0 | 13 | 2  | +11 | 10 |
| 2  | Argentina | 6 | 3 | 1 | 2 | 7  | 9  | −2  | 7  |
| 3  | Paraguay  | 6 | 1 | 4 | 1 | 6  | 7  | −1  | 6  |
| 4  | Peru      | 6 | 0 | 1 | 5 | 4  | 12 | −8  | 1  |

|  | 1 augusti 1993 | Colombia | 0 – 0 | Paraguay | Estadio Metropolitano Roberto Meléndez                           |  |
|  |                |          |       |          | Barranquilla Publik: 70 000 Domare: Renato Marsiglia (Brasilien) |  |
|  |                |          |       |          |                                                                  |  |
|  |                |          |       |          |                                                                  |  |

|  | 1 augusti 1993 | Peru | 0 – 1 | Argentina     | Estadio Nacional del Perú                           |                                                     |
|  |                |      |       | Batistuta 29′ | Lima Publik: 27 000 Domare: Enrique Marín (Ecuador) | Lima Publik: 27 000 Domare: Enrique Marín (Ecuador) |
|  |                |      |       |               | Lima Publik: 27 000 Domare: Enrique Marín (Ecuador) | Lima Publik: 27 000 Domare: Enrique Marín (Ecuador) |
|  |                |      |       |               | Lima Publik: 27 000 Domare: Enrique Marín (Ecuador) | Lima Publik: 27 000 Domare: Enrique Marín (Ecuador) |

|  | 8 augusti 1993 | Paraguay    | 1 – 3 | Argentina                         | Estadio Defensores del Chaco                              |                                                           |
|  |                | Struway 45′ |       | Medina Bello 15′, 78′ Redondo 65′ | Asunción Publik: 46 500 Domare: Ernesto Filippi (Uruguay) | Asunción Publik: 46 500 Domare: Ernesto Filippi (Uruguay) |
|  |                |             |       |                                   | Asunción Publik: 46 500 Domare: Ernesto Filippi (Uruguay) | Asunción Publik: 46 500 Domare: Ernesto Filippi (Uruguay) |
|  |                |             |       |                                   | Asunción Publik: 46 500 Domare: Ernesto Filippi (Uruguay) | Asunción Publik: 46 500 Domare: Ernesto Filippi (Uruguay) |

|  | 8 augusti 1993 | Peru | 0 – 1 | Colombia   | Estadio Nacional del Perú                           |                                                     |
|  |                |      |       | Rincón 45′ | Lima Publik: 25 000 Domare: Alfredo Rodas (Ecuador) | Lima Publik: 25 000 Domare: Alfredo Rodas (Ecuador) |
|  |                |      |       |            | Lima Publik: 25 000 Domare: Alfredo Rodas (Ecuador) | Lima Publik: 25 000 Domare: Alfredo Rodas (Ecuador) |
|  |                |      |       |            | Lima Publik: 25 000 Domare: Alfredo Rodas (Ecuador) | Lima Publik: 25 000 Domare: Alfredo Rodas (Ecuador) |

|  | 15 augusti 1993 | Paraguay                         | 2 – 1 | Peru                 | Estadio Defensores del Chaco                                  |                                                               |
|  |                 | Mendoza 14′ Chilavert 45′ (str.) |       | Del Solar 45′ (str.) | Asunción Publik: 30 500 Domare: Francisco d'Abreu (Venezuela) | Asunción Publik: 30 500 Domare: Francisco d'Abreu (Venezuela) |
|  |                 |                                  |       |                      | Asunción Publik: 30 500 Domare: Francisco d'Abreu (Venezuela) | Asunción Publik: 30 500 Domare: Francisco d'Abreu (Venezuela) |
|  |                 |                                  |       |                      | Asunción Publik: 30 500 Domare: Francisco d'Abreu (Venezuela) | Asunción Publik: 30 500 Domare: Francisco d'Abreu (Venezuela) |

|  | 15 augusti 1993 | Colombia                   | 2 – 1 | Argentina        | Estadio Metropolitano Roberto Meléndez                                  |                                                                         |
|  |                 | Valenciano 2′ Valencia 52′ |       | Medina Bello 87′ | Barranquilla Publik: 70 000 Domare: José Aparecido Oliveira (Brasilien) | Barranquilla Publik: 70 000 Domare: José Aparecido Oliveira (Brasilien) |
|  |                 |                            |       |                  | Barranquilla Publik: 70 000 Domare: José Aparecido Oliveira (Brasilien) | Barranquilla Publik: 70 000 Domare: José Aparecido Oliveira (Brasilien) |
|  |                 |                            |       |                  | Barranquilla Publik: 70 000 Domare: José Aparecido Oliveira (Brasilien) | Barranquilla Publik: 70 000 Domare: José Aparecido Oliveira (Brasilien) |

|  | 22 augusti 1993 | Argentina                      | 2 – 1 | Peru         | Estadio Monumental Antonio Vespucio Liberti                |                                                            |
|  |                 | Batistuta 32′ Medina Bello 37′ |       | Palacios 66′ | Buenos Aires Publik: 70 000 Domare: Jorge Nieves (Uruguay) | Buenos Aires Publik: 70 000 Domare: Jorge Nieves (Uruguay) |
|  |                 |                                |       |              | Buenos Aires Publik: 70 000 Domare: Jorge Nieves (Uruguay) | Buenos Aires Publik: 70 000 Domare: Jorge Nieves (Uruguay) |
|  |                 |                                |       |              | Buenos Aires Publik: 70 000 Domare: Jorge Nieves (Uruguay) | Buenos Aires Publik: 70 000 Domare: Jorge Nieves (Uruguay) |

|  | 22 augusti 1993 | Paraguay     | 1 – 1 | Colombia   | Estadio Defensores del Chaco                                          |                                                                       |
|  |                 | Rivarola 54′ |       | Rincón 22′ | Asunción Publik: 30 000 Domare: Márcio Rezende de Freitas (Brasilien) | Asunción Publik: 30 000 Domare: Márcio Rezende de Freitas (Brasilien) |
|  |                 |              |       |            | Asunción Publik: 30 000 Domare: Márcio Rezende de Freitas (Brasilien) | Asunción Publik: 30 000 Domare: Márcio Rezende de Freitas (Brasilien) |
|  |                 |              |       |            | Asunción Publik: 30 000 Domare: Márcio Rezende de Freitas (Brasilien) | Asunción Publik: 30 000 Domare: Márcio Rezende de Freitas (Brasilien) |

|  | 29 augusti 1993 | Argentina | 0 – 0 | Paraguay | Estadio Monumental Antonio Vespucio Liberti                  |  |
|  |                 |           |       |          | Buenos Aires Publik: 47 000 Domare: Jorge Orellana (Ecuador) |  |
|  |                 |           |       |          |                                                              |  |
|  |                 |           |       |          |                                                              |  |

|  | 29 augusti 1993 | Colombia                                        | 4 – 0 | Peru | Estadio Metropolitano Roberto Meléndez                   |                                                          |
|  |                 | Valenciano 30′ Rincón 45′ Mendoza 66′ Pérez 76′ |       |      | Barranquilla Publik: 70 000 Domare: Pablo Peña (Bolivia) | Barranquilla Publik: 70 000 Domare: Pablo Peña (Bolivia) |
|  |                 |                                                 |       |      | Barranquilla Publik: 70 000 Domare: Pablo Peña (Bolivia) | Barranquilla Publik: 70 000 Domare: Pablo Peña (Bolivia) |
|  |                 |                                                 |       |      | Barranquilla Publik: 70 000 Domare: Pablo Peña (Bolivia) | Barranquilla Publik: 70 000 Domare: Pablo Peña (Bolivia) |

|  | 5 september 1993 | Peru                    | 2 – 2 | Paraguay         | Estadio Nacional del Perú                               |                                                         |
|  |                  | Muchotrigo 22′ Soto 77′ |       | Mendoza 61′, 81′ | Lima Publik: 40 000 Domare: José Luis da Rosa (Uruguay) | Lima Publik: 40 000 Domare: José Luis da Rosa (Uruguay) |
|  |                  |                         |       |                  | Lima Publik: 40 000 Domare: José Luis da Rosa (Uruguay) | Lima Publik: 40 000 Domare: José Luis da Rosa (Uruguay) |
|  |                  |                         |       |                  | Lima Publik: 40 000 Domare: José Luis da Rosa (Uruguay) | Lima Publik: 40 000 Domare: José Luis da Rosa (Uruguay) |

|  | 5 september 1993 | Argentina | 0 – 5 | Colombia                                       | Estadio Monumental Antonio Vespucio Liberti                   |                                                               |
|  |                  |           |       | Rincón 41′, 74′ Asprilla 50′, 75′ Valencia 85′ | Buenos Aires Publik: 53 000 Domare: Ernesto Filippi (Uruguay) | Buenos Aires Publik: 53 000 Domare: Ernesto Filippi (Uruguay) |
|  |                  |           |       |                                                | Buenos Aires Publik: 53 000 Domare: Ernesto Filippi (Uruguay) | Buenos Aires Publik: 53 000 Domare: Ernesto Filippi (Uruguay) |
|  |                  |           |       |                                                | Buenos Aires Publik: 53 000 Domare: Ernesto Filippi (Uruguay) | Buenos Aires Publik: 53 000 Domare: Ernesto Filippi (Uruguay) |

## Grupp 2
| Nr | Lag       | S | V | O | F | GM | IM | MS  | P  |
| -- | --------- | - | - | - | - | -- | -- | --- | -- |
| 1  | Brasilien | 8 | 5 | 2 | 1 | 20 | 4  | +16 | 12 |
| 2  | Bolivia   | 8 | 5 | 1 | 2 | 22 | 11 | +11 | 11 |
| 3  | Uruguay   | 8 | 4 | 2 | 2 | 10 | 7  | +3  | 10 |
| 4  | Ecuador   | 8 | 1 | 3 | 4 | 7  | 7  | 0   | 5  |
| 5  | Venezuela | 8 | 1 | 0 | 7 | 4  | 34 | −30 | 2  |

|  | 18 juli 1993 | Ecuador | 0 – 0 | Brasilien | Estadio Monumental Isidro Romero Carbo                           |  |
|  |              |         |       |           | Guayaquil Publik: 80 000 Domare: Juan Carlos Loustau (Argentina) |  |
|  |              |         |       |           |                                                                  |  |
|  |              |         |       |           |                                                                  |  |

|  | 18 juli 1993 | Venezuela    | 1 – 7 | Bolivia                                                   | Estadio Cachamay                                             |                                                              |
|  |              | Palencia 14′ |       | Sánchez 25′, 64′, 70′ Ramallo 37′, 61′, 68′ Cristaldo 39′ | Puerto Ordaz Publik: 12 000 Domare: Benny Ulloa (Costa Rica) | Puerto Ordaz Publik: 12 000 Domare: Benny Ulloa (Costa Rica) |
|  |              |              |       |                                                           | Puerto Ordaz Publik: 12 000 Domare: Benny Ulloa (Costa Rica) | Puerto Ordaz Publik: 12 000 Domare: Benny Ulloa (Costa Rica) |
|  |              |              |       |                                                           | Puerto Ordaz Publik: 12 000 Domare: Benny Ulloa (Costa Rica) | Puerto Ordaz Publik: 12 000 Domare: Benny Ulloa (Costa Rica) |

|  | 25 juli 1993 | Bolivia                 | 2 – 0 | Brasilien | Estadio Hernando Siles                                          |                                                                 |
|  |              | Etcheverry 88′ Peña 89′ |       |           | La Paz Publik: 42 611 Domare: Juan Francisco Escobar (Paraguay) | La Paz Publik: 42 611 Domare: Juan Francisco Escobar (Paraguay) |
|  |              |                         |       |           | La Paz Publik: 42 611 Domare: Juan Francisco Escobar (Paraguay) | La Paz Publik: 42 611 Domare: Juan Francisco Escobar (Paraguay) |
|  |              |                         |       |           | La Paz Publik: 42 611 Domare: Juan Francisco Escobar (Paraguay) | La Paz Publik: 42 611 Domare: Juan Francisco Escobar (Paraguay) |

|  | 25 juli 1993 | Venezuela | 0 – 1 | Uruguay     | Estadio Pueblo Nuevo                                               |                                                                    |
|  |              |           |       | Herrera 59′ | San Cristóbal Publik: 12 000 Domare: José Torres Cadena (Colombia) | San Cristóbal Publik: 12 000 Domare: José Torres Cadena (Colombia) |
|  |              |           |       |             | San Cristóbal Publik: 12 000 Domare: José Torres Cadena (Colombia) | San Cristóbal Publik: 12 000 Domare: José Torres Cadena (Colombia) |
|  |              |           |       |             | San Cristóbal Publik: 12 000 Domare: José Torres Cadena (Colombia) | San Cristóbal Publik: 12 000 Domare: José Torres Cadena (Colombia) |

|  | 1 augusti 1993 | Venezuela  | 1 – 5 | Brasilien                                              | Estadio Pueblo Nuevo                                                |                                                                     |
|  |                | García 84′ |       | Raí 34′ (str.) Bebeto 70′, 79′ Branco 71′ Palhinha 88′ | San Cristóbal Publik: 15 000 Domare: Armando Pérez Hoyos (Colombia) | San Cristóbal Publik: 15 000 Domare: Armando Pérez Hoyos (Colombia) |
|  |                |            |       |                                                        | San Cristóbal Publik: 15 000 Domare: Armando Pérez Hoyos (Colombia) | San Cristóbal Publik: 15 000 Domare: Armando Pérez Hoyos (Colombia) |
|  |                |            |       |                                                        | San Cristóbal Publik: 15 000 Domare: Armando Pérez Hoyos (Colombia) | San Cristóbal Publik: 15 000 Domare: Armando Pérez Hoyos (Colombia) |

|  | 1 augusti 1993 | Uruguay | 0 – 0 | Ecuador | Estadio Centenario                                      |  |
|  |                |         |       |         | Montevideo Publik: 45 000 Domare: Alberto Tejada (Peru) |  |
|  |                |         |       |         |                                                         |  |
|  |                |         |       |         |                                                         |  |

|  | 8 augusti 1993 | Ecuador                                      | 5 – 0 | Venezuela | Estadio Olímpico Atahualpa                                  |                                                             |
|  |                | Muñoz 23′ E. Hurtado 40′, 50′, 76′ Chalá 60′ |       |           | Quito Publik: 15 000 Domare: Francisco Lamolina (Argentina) | Quito Publik: 15 000 Domare: Francisco Lamolina (Argentina) |
|  |                |                                              |       |           | Quito Publik: 15 000 Domare: Francisco Lamolina (Argentina) | Quito Publik: 15 000 Domare: Francisco Lamolina (Argentina) |
|  |                |                                              |       |           | Quito Publik: 15 000 Domare: Francisco Lamolina (Argentina) | Quito Publik: 15 000 Domare: Francisco Lamolina (Argentina) |

|  | 8 augusti 1993 | Bolivia                             | 3 – 1 | Uruguay         | Estadio Hernando Siles                              |                                                     |
|  |                | Sánchez 71′ Etcheverry 81′ Peña 86′ |       | Francescoli 90′ | La Paz Publik: 44 576 Domare: Iván Guerrero (Chile) | La Paz Publik: 44 576 Domare: Iván Guerrero (Chile) |
|  |                |                                     |       |                 | La Paz Publik: 44 576 Domare: Iván Guerrero (Chile) | La Paz Publik: 44 576 Domare: Iván Guerrero (Chile) |
|  |                |                                     |       |                 | La Paz Publik: 44 576 Domare: Iván Guerrero (Chile) | La Paz Publik: 44 576 Domare: Iván Guerrero (Chile) |

|  | 15 augusti 1993 | Bolivia     | 1 – 0 | Ecuador | Estadio Hernando Siles                             |                                                    |
|  |                 | Ramallo 18′ |       |         | La Paz Publik: 47 500 Domare: Hernan Silva (Chile) | La Paz Publik: 47 500 Domare: Hernan Silva (Chile) |
|  |                 |             |       |         | La Paz Publik: 47 500 Domare: Hernan Silva (Chile) | La Paz Publik: 47 500 Domare: Hernan Silva (Chile) |
|  |                 |             |       |         | La Paz Publik: 47 500 Domare: Hernan Silva (Chile) | La Paz Publik: 47 500 Domare: Hernan Silva (Chile) |

|  | 15 augusti 1993 | Uruguay     | 1 – 1 | Brasilien | Estadio Centenario                                              |                                                                 |
|  |                 | Fonseca 79′ |       | Raí 28′   | Montevideo Publik: 55 000 Domare: Juan Antonio Bava (Argentina) | Montevideo Publik: 55 000 Domare: Juan Antonio Bava (Argentina) |
|  |                 |             |       |           | Montevideo Publik: 55 000 Domare: Juan Antonio Bava (Argentina) | Montevideo Publik: 55 000 Domare: Juan Antonio Bava (Argentina) |
|  |                 |             |       |           | Montevideo Publik: 55 000 Domare: Juan Antonio Bava (Argentina) | Montevideo Publik: 55 000 Domare: Juan Antonio Bava (Argentina) |

|  | 22 augusti 1993 | Bolivia                                                              | 7 – 0 | Venezuela | Estadio Hernando Siles                                 |                                                        |
|  |                 | Ramallo 8′ Melgar 58′, 90′ Sánchez 69′ Sandy 75′ Etcheverry 78′, 82′ |       |           | La Paz Publik: 40 000 Domare: Sabino Farina (Paraguay) | La Paz Publik: 40 000 Domare: Sabino Farina (Paraguay) |
|  |                 |                                                                      |       |           | La Paz Publik: 40 000 Domare: Sabino Farina (Paraguay) | La Paz Publik: 40 000 Domare: Sabino Farina (Paraguay) |
|  |                 |                                                                      |       |           | La Paz Publik: 40 000 Domare: Sabino Farina (Paraguay) | La Paz Publik: 40 000 Domare: Sabino Farina (Paraguay) |

|  | 22 augusti 1993 | Brasilien            | 2 – 0 | Ecuador | Estádio do Morumbi                                             |                                                                |
|  |                 | Bebeto 34′ Dunga 54′ |       |         | São Paulo Publik: 78 000 Domare: José Torres Cadena (Colombia) | São Paulo Publik: 78 000 Domare: José Torres Cadena (Colombia) |
|  |                 |                      |       |         | São Paulo Publik: 78 000 Domare: José Torres Cadena (Colombia) | São Paulo Publik: 78 000 Domare: José Torres Cadena (Colombia) |
|  |                 |                      |       |         | São Paulo Publik: 78 000 Domare: José Torres Cadena (Colombia) | São Paulo Publik: 78 000 Domare: José Torres Cadena (Colombia) |

|  | 29 augusti 1993 | Uruguay                              | 4 – 0 | Venezuela | Estadio Centenario                                                  |                                                                     |
|  |                 | Kanapkis 7′, 31′ Cedrés 41′ Sosa 64′ |       |           | Montevideo Publik: 20 000 Domare: Juan Francisco Escobar (Paraguay) | Montevideo Publik: 20 000 Domare: Juan Francisco Escobar (Paraguay) |
|  |                 |                                      |       |           | Montevideo Publik: 20 000 Domare: Juan Francisco Escobar (Paraguay) | Montevideo Publik: 20 000 Domare: Juan Francisco Escobar (Paraguay) |
|  |                 |                                      |       |           | Montevideo Publik: 20 000 Domare: Juan Francisco Escobar (Paraguay) | Montevideo Publik: 20 000 Domare: Juan Francisco Escobar (Paraguay) |

|  | 29 augusti 1993 | Brasilien                                                       | 6 – 0 | Bolivia | Estádio do Arruda                                        |                                                          |
|  |                 | Raí 12′ Müller 18′ Bebeto 22′, 60′ Branco 36′ Ricardo Gomes 44′ |       |         | Recife Publik: 72 000 Domare: Oscar Velásquez (Paraguay) | Recife Publik: 72 000 Domare: Oscar Velásquez (Paraguay) |
|  |                 |                                                                 |       |         | Recife Publik: 72 000 Domare: Oscar Velásquez (Paraguay) | Recife Publik: 72 000 Domare: Oscar Velásquez (Paraguay) |
|  |                 |                                                                 |       |         | Recife Publik: 72 000 Domare: Oscar Velásquez (Paraguay) | Recife Publik: 72 000 Domare: Oscar Velásquez (Paraguay) |

|  | 5 september 1993 | Brasilien                                    | 4 – 0 | Venezuela | Mineirão                                                             |                                                                      |
|  |                  | Ricardo Gomes 2′, 89′ Palhinha 29′ Evair 31′ |       |           | Belo Horizonte Publik: 64 000 Domare: Francisco Lamolina (Argentina) | Belo Horizonte Publik: 64 000 Domare: Francisco Lamolina (Argentina) |
|  |                  |                                              |       |           | Belo Horizonte Publik: 64 000 Domare: Francisco Lamolina (Argentina) | Belo Horizonte Publik: 64 000 Domare: Francisco Lamolina (Argentina) |
|  |                  |                                              |       |           | Belo Horizonte Publik: 64 000 Domare: Francisco Lamolina (Argentina) | Belo Horizonte Publik: 64 000 Domare: Francisco Lamolina (Argentina) |

|  | 5 september 1993 | Ecuador | 0 – 1 | Uruguay  | Estadio Monumental Isidro Romero Carbo                 |                                                        |
|  |                  |         |       | Sosa 10′ | Guayaquil Publik: 55 000 Domare: Enrique Marin (Chile) | Guayaquil Publik: 55 000 Domare: Enrique Marin (Chile) |
|  |                  |         |       |          | Guayaquil Publik: 55 000 Domare: Enrique Marin (Chile) | Guayaquil Publik: 55 000 Domare: Enrique Marin (Chile) |
|  |                  |         |       |          | Guayaquil Publik: 55 000 Domare: Enrique Marin (Chile) | Guayaquil Publik: 55 000 Domare: Enrique Marin (Chile) |

|  | 12 september 1993 | Uruguay                             | 2 – 1 | Bolivia     | Estadio Centenario                                               |                                                                  |
|  |                   | Francescoli 3′ (str.) Fonseca 45+6′ |       | Ramallo 23′ | Montevideo Publik: 58 000 Domare: Armando Pérez Hoyos (Colombia) | Montevideo Publik: 58 000 Domare: Armando Pérez Hoyos (Colombia) |
|  |                   |                                     |       |             | Montevideo Publik: 58 000 Domare: Armando Pérez Hoyos (Colombia) | Montevideo Publik: 58 000 Domare: Armando Pérez Hoyos (Colombia) |
|  |                   |                                     |       |             | Montevideo Publik: 58 000 Domare: Armando Pérez Hoyos (Colombia) | Montevideo Publik: 58 000 Domare: Armando Pérez Hoyos (Colombia) |

|  | 12 september 1993 | Venezuela             | 2 – 1 | Ecuador       | Estadio Cachamay                                            |                                                             |
|  |                   | García 1′ Morales 51′ |       | B. Tenorio 5′ | Puerto Ordaz Publik: 3 000 Domare: Fernando Chappell (Peru) | Puerto Ordaz Publik: 3 000 Domare: Fernando Chappell (Peru) |
|  |                   |                       |       |               | Puerto Ordaz Publik: 3 000 Domare: Fernando Chappell (Peru) | Puerto Ordaz Publik: 3 000 Domare: Fernando Chappell (Peru) |
|  |                   |                       |       |               | Puerto Ordaz Publik: 3 000 Domare: Fernando Chappell (Peru) | Puerto Ordaz Publik: 3 000 Domare: Fernando Chappell (Peru) |

|  | 19 september 1993 | Ecuador     | 1 – 1 | Bolivia     | Estadio Monumental Isidro Romero Carbo                       |                                                              |
|  |                   | Noriega 72′ |       | Ramallo 45′ | Guayaquil Publik: 10 000 Domare: John Toro Rendón (Colombia) | Guayaquil Publik: 10 000 Domare: John Toro Rendón (Colombia) |
|  |                   |             |       |             | Guayaquil Publik: 10 000 Domare: John Toro Rendón (Colombia) | Guayaquil Publik: 10 000 Domare: John Toro Rendón (Colombia) |
|  |                   |             |       |             | Guayaquil Publik: 10 000 Domare: John Toro Rendón (Colombia) | Guayaquil Publik: 10 000 Domare: John Toro Rendón (Colombia) |

|  | 19 september 1993 | Brasilien        | 2 – 0 | Uruguay | Estádio do Maracanã                                          |                                                              |
|  |                   | Romário 72′, 82′ |       |         | Rio de Janeiro Publik: 101 533 Domare: Alberto Tejada (Peru) | Rio de Janeiro Publik: 101 533 Domare: Alberto Tejada (Peru) |
|  |                   |                  |       |         | Rio de Janeiro Publik: 101 533 Domare: Alberto Tejada (Peru) | Rio de Janeiro Publik: 101 533 Domare: Alberto Tejada (Peru) |
|  |                   |                  |       |         | Rio de Janeiro Publik: 101 533 Domare: Alberto Tejada (Peru) | Rio de Janeiro Publik: 101 533 Domare: Alberto Tejada (Peru) |